# Giovanni Codevilla

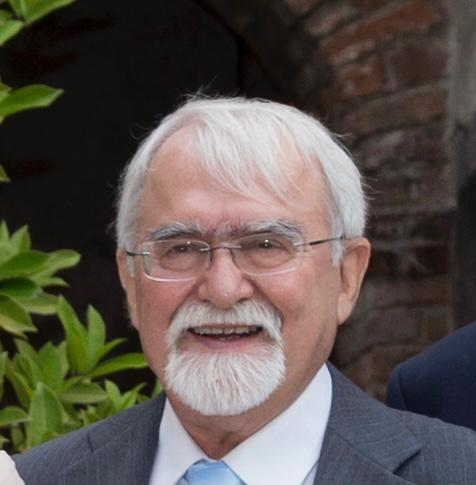
Giovanni Codevilla

Giovanni Codevilla (Genova, 30 luglio 1941) è uno storico italiano.

## Biografia
Laureato in Giurisprudenza all'Università Cattolica di Milano sotto la guida del canonista Orio Giacchi con una tesi sui rapporti tra Stato e Chiesa nell'USSR, ha proseguito gli studi presso l'Institut zur Erforschung der UdSSR di Monaco di Baviera, il Centro Studi Russia Cristiana di Milano e Seriate (Bergamo), diretto da padre Romano Scalfi, il Centro ricerche economiche e sociologiche dei paesi dell'Est,fondato e diretto a Milano da Renato Mieli, l'Università di Belgrado, e presso vari istituti di ricerca sull'URSS. A Belgrado ha preso contatto con gli ambienti intellettuali non conformisti, stringendo rapporti con Milovan Gilas, Mihajlo Mihajlov e con altri esponenti dell'intelligencija critica del regime di Tito.
È stato redattore della rivista Russia Cristiana, oggi La nuova Europa, con la quale continua la collaborazione e membro del Board of Reference della rivista Religion in Communist Lands, successivamente Religion, State & Society di Oxford.
Nel 1975 è stato tra i soci fondatori e per molti anni presidente della Cooperativa editoriale La Casa di Matriona, specializzata nella pubblicazione di opere sul mondo russo e sovietico.
Nel 1977 ha collaborato nel lavoro preparatorio della sezione sulla religione della Biennale di Venezia dedicata al dissenso nell'URSS, organizzata da Carlo Ripa di Meana.Ha fatto parte del Comitato organizzativo delle Udienze Sacharov, conosciute anche come Tribunale Sacharov, a Roma nel novembre 1977 e a Washington nel settembre 1979.
È accademico della Biblioteca Ambrosiana, classe slavistica, consulente scientifico dell'Istituto Sangalli di Firenze e membro del Consiglio scientifico del Centro internazionale di ricerche e studi euroasiatici dell'Università di Perugia.
La sua attività di ricerca si è concentrata sui rapporti giuridici tra Stato e Chiesa nel mondo sovietico, tema al quale ha dedicato un volume pubblicato nel 1972, e sull'evoluzione del diritto costituzionale sovietico, analizzata nella monografia Dalla rivoluzione sovietica alla Federazione Russa apparsa nel 1996. Negli anni successivi ha approfondito la storia delle relazioni tra potere civile e religioso nel mondo russo e sovietico, tema al quale ha dedicato diversi studi e la quadrilogia Storia della Russia e dei Paesi limitrofi: Chiesa e Impero, edita nel 2016.
È stato assistente di ruolo alla cattedra di Diritto ecclesiastico nella Facoltà di Giurisprudenza dell’Università Cattolica di Milano e ha insegnato per 40 anni Diritto dei Paesi socialisti e Diritto ecclesiastico comparato nella Facoltà di Scienze Politiche dell’Università degli studi di Trieste.

## Recensioni
Sergio Romano lo ha definito “uno dei maggiori studiosi europei di storia delle relazioni tra Chiesa e Stato in Russia e in Europa Orientale” (Corriere delle sera del 13/8/2016), giudizi parimenti positivi sono stati espressi da Franco Cardini (Avvenire del 4/6/2016), Adriano Roccucci (L’Osservatore romano del 3/6/2009 e 8/4/2017), p. Giovanni Sale SJ (La Civiltà Cattolica del 17/6-1/7/ 2017), Gabriele Nicolò (L’Osservatore Romano del 31/10/2019), Anatolij A. Krasikov (Sovremennaja Evropa, n. 2, 2010), Alejandro Torres Gutierrez  (Laicidad y libertates. Escritos Jurìdicos, 2009, n 9), Carlos Corral (Anuario de Derecho Eclesiástico del Estado, vol XXVII, 2011), Pierre Gonneau (Revue des études slaves, LXXXVIII 1-2 | 2017)  e da altri autorevoli studiosi su riviste specializzate (Archivio giuridico del 4/1/2017 e Archivio storico del 7/11/2019) e periodici italiani e stranieri (La stampa,Vatican insider del 5/12/2011, Nezavisimaja Gazeta del 19/2/2019, Il sole-24 ore on line del 29/7/2019, Avvenire del 22/11/2017 e 14 luglio 2019, La Repubblica (Robinson) del 22/2/ 2020).

## Monografie
- Giovanni Codevilla, The Attitude of the Soviet State towards Religion, Milano, Edizioni Russia Cristiana, 1971,  p. 75.
- Giovanni Codevilla, Stato e Chiesa nell'Unione Sovietica, Milano, Jaca Book, 1972,  p. 320.
- Giovanni Codevilla, Le comunità religiose nell'URSS. La nuova legislazione sovietica, Milano, La Casa di Matriona, 1978,  p. 141.
- Giovanni Codevilla, Religione e spiritualità in URSS, Roma, Città Nuova, 1981,  p. 310.
- Giovanni Codevilla, La libertà religiosa nell'Unione Sovietica, Milano, La Casa di Matriona, 1981,  p. 227.
- Giovanni Codevilla, Dalla rivoluzione bolscevica alla Federazione Russa. Traduzione e commento dei primi atti normativi e dei testi costituzionali, Milano, Franco Angeli, 1996,  p. 541, ISBN 88-204-9531-7.
- Giovanni Codevilla, Stato e Chiesa nella Federazione Russa. La nuova normativa nella Russia postcomunista, con un saggio di Anatolij Krasikov, Milano, La Casa di Matriona, 1998,  p. 185, ISBN 88-87240-01-9.
- Giovanni Codevilla, Laicità dello Stato e separatismo nella Russia di Putin, in Autori Vari, Chiesa cattolica ed Europa centro-orientale. Libertà religiosa e processo di democratizzazione, a cura di A. Chizzoniti, Vita & Pensiero, Milano 2004, pp. 137-286, EAN: 9788834309568.
- Giovanni Codevilla, Lo zar e il Patriarca. I rapporti tra trono e altare in Russia dalle origini ai giorni nostri. Presentazione di Romano Scalfi, Milano, La Casa di Matriona, 2008,  p. 517, ISBN 978-88-87240-83-2.
- Giovanni Codevilla, Chiesa e Impero in Russia. Dalla Rus' di Kiev alla Federazione Russa, prefazione di Sante Graciotti, Milano, Jaca Book, 2011,  p. XXXV+683, ISBN 978-88-16-41128-9.
- Giovanni Codevilla, Storia della Russia e dei Paesi limitrofi. Chiesa e Impero. Volume primo. Il medioevo russo. secoli X-XVII, Milano, Jaca Book, 2016,  p. XXIV+511, ISBN 978-88-16-41334-4. Seconda edizione 2023, ISBN 9788816417991.
- Giovanni Codevilla, Storia della Russia e dei Paesi limitrofi. Chiesa e Impero.  Volume secondo.  La Russia imperiale. Da Pietro il Grande a Nicola II. 1682-1917, Milano, Jaca Book, 2016,  p. XXIV+407, ISBN 978-88-16-41340-5. Seconda edizione 2023, ISBN 9788816418004.
- Giovanni Codevilla, Storia della Russia e dei Paesi limitrofi. Chiesa e Impero. Volume terzo. L'Impero sovietico. 1917-1990, Milano, Jaca Book, 2016,  p. XXIV+620, ISBN 978-88-16-41349-8. Seconda edizione 2022, ISBN 9788816417854.
- Giovanni Codevilla, Storia della Russia e dei Paesi limitrofi. Chiesa e Impero.  Volume quarto. La nuova Russia. 1990-2015 Con un saggio di Stefano Caprio, Milano, Jaca Book, 2016,  p. XXII+330, ISBN 978-88-16-41355-9. Seconda edizione 2022, ISBN 9788816417847.
- Giovanni Codevilla, Istoria Rusiei şi a ţărilor limitrofe. Biserica şi Imperiul, a cura di Simion Mesaroş, Galaxia Gutenberg, Târgu-Lăpuş, Jud. Maramureş, Romania, 2018, pp. 265, ISBN 978-973-141-719-6.
- Giovanni Codevilla, Il terrore rosso sulla Russia ortodossa (1917-1925), Milano, Jaca Book, 2019,  p. 230, ISBN 978-88-16-41548-5.
- Giovanni Codevilla, Da Lenin a Putin. Politica e religione. Con un testo di Stefano Caprio, Milano, Jaca Book 2024, pp. 455, ISBN 978-88-16-418653.
- Giovanni Codevilla, Z istoriï Kyïvs’koï Cerkvi v Ukraïni (Dalla storia della Chiesa di Kiev in Ucraina), in 2 voll., introduzione di I. Dacko, Edizioni dell’Università Cattolica Ucraina, L’viv  (in stampa)

## Altri scritti
È inoltre autore di oltre cento contributi sul mondo russo e sovietico, pubblicati in opere collettanee e riviste specializzate italiane e straniere, edite da prestigiose istituzioni culturali, tra le quali l’Istituto d’Europa dell’Accademia Russa delle Scienze, l’Accademia dei Lincei e l’Accademia Ambrosiana. Tra gli scritti minori si segnalano: Psichiatria, ideologia e diritto nell’ordinamento sovietico, in «Iustitia», 1981, № 2, pp. 36-47; Military Language in the Constitutional Laws of Soviet Russia in «Studies in Communication Sciences», Volume 1, Number 1, Winter 2003, pp. 55-76; Alcune note sulla Chiesa Greco-Cattolica Romena, in «Stato, Chiese e pluralismo confessionale», № 36, 2012, pp. 1-37; Eresie, povertà e potere nel monachesimo russo alla fine del XV secolo e all’inizio del XVI, ivi, 2013, № 13, pp. 1-65.